# Nance de Riscó
Nance de Riscó es un corregimiento del distrito de Almirante en la provincia de Bocas del Toro, República de Panamá. La localidad tiene 1.760 habitantes (2010).